# Discografie van Nielson
Hieronder volgt de discografie van de Nederlandse zanger Nielson, met name zijn albums, zijn nummers met een notering in een hitlijst, zijn Top 2000-noteringen en zijn videoclips. Voor de muziek die hij heeft uitgebracht met Zirkus Zirkus, zie hier.

## Albums
| Album              | Verschijnen       | Label        | Hitlijsten | Hitlijsten | Hitlijsten | Hitlijsten | Opmerkingen                        |
| Album              | Verschijnen       | Label        | BE (VL)    | BE (VL)    | NL         | NL         | Opmerkingen                        |
| Album              | Verschijnen       | Label        | Piek       | Weken      | Piek       | Weken      | Opmerkingen                        |
| ------------------ | ----------------- | ------------ | ---------- | ---------- | ---------- | ---------- | ---------------------------------- |
| Zo van aah yeah    | 7 maart 2014      | Pacemaker    | 152        | 2          | 2          | 24         | Studioalbum / Goud in Nederland    |
| Met de tijd mee    | 2015              | Pacemaker    | —          | —          | —          | —          | Extended Play                      |
| Weet je wat het is | 13 maart 2016     | Pacemaker    | 153        | 2          | 3          | 19         | Studioalbum / Goud in Nederland    |
| Diamant            | 12 oktober 2018   | Pacemaker    | 52         | 12         | 10         | 45         | Studioalbum / Goud in Nederland    |
| Grijs              | 7 juni 2021       | Eigen beheer | —          | —          | —          | —          | Extended Play / als Niels Littooij |
| Niels              | 15 september 2023 | Pacemaker    | —          | —          | 27         | 1          | Studioalbum                        |

## Singles
| Lied                                        | Verschijnen       | Album                              | Hitlijsten | Hitlijsten | Hitlijsten  | Hitlijsten  | Hitlijsten   | Hitlijsten   | Opmerkingen                                      |
| Lied                                        | Verschijnen       | Album                              | BE (VL)    | BE (VL)    | NL (Top 40) | NL (Top 40) | NL (Top 100) | NL (Top 100) | Opmerkingen                                      |
| Lied                                        | Verschijnen       | Album                              | Piek       | Weken      | Piek        | Weken       | Piek         | Weken        | Opmerkingen                                      |
| ------------------------------------------- | ----------------- | ---------------------------------- | ---------- | ---------- | ----------- | ----------- | ------------ | ------------ | ------------------------------------------------ |
| Beauty & de brains                          | 26 juni 2012      | Zo van aah yeah                    | —          | —          | 7           | 33          | 3            | 38           |                                                  |
| Zo kan het dus ook                          | 17 januari 2013   | —                                  | —          | —          | 36          | 2           | 37           | 8            |                                                  |
| Hoe (met Miss Montreal)                     | 9 april 2013      | Zo van aah yeah                    | tip3       | —          | 4           | 24          | 5            | 35           |                                                  |
| Mannenharten (met BLØF)                     | 7 oktober 2013    | Zo van aah yeah                    | —          | —          | 10          | 14          | 11           | 20           | Alarmschijf                                      |
| Kop in het zand                             | 3 februari 2014   | Zo van aah yeah                    | —          | —          | 36          | 3           | 70           | 4            |                                                  |
| Sexy als ik dans                            | 18 augustus 2014  | Weet je wat het is                 | 1 (1 wk)   | 26         | 12          | 21          | 6            | 44           | Platina in België                                |
| De man die niet kan gaan                    | 18 augustus 2014  | —                                  | 23         | 4          | —           | —           | 90           | 2            |                                                  |
| De kleine dingen                            | 10 december 2014  | Met de tijd mee                    | —          | —          | tip6        | —           | —            | —            |                                                  |
| Ik heb een meisje thuis                     | 13 maart 2015     | Met de tijd mee                    | tip2       | —          | tip4        | —           | 99           | 1            |                                                  |
| Laat je gaan                                | 25 oktober 2015   | Met de tijd mee                    | —          | —          | tip20       | —           | —            | —            |                                                  |
| Hotelsuite (met Jiggy Djé)                  | 7 maart 2016      | Weet je wat het is                 | tip36      | —          | 36          | 3           | 59           | 9            |                                                  |
| Hoogste versnelling                         | 23 juni 2016      | Weet je wat het is                 | —          | —          | tip6        | —           | —            | —            |                                                  |
| Nachtdienst                                 | 26 september 2016 | Weet je wat het is                 | —          | —          | tip8        | —           | —            | —            |                                                  |
| Glimp van de duivel (met Ali B)             | 23 januari 2017   | Een klein beetje geluk (van Ali B) | —          | —          | 28          | 5           | 32           | 10           | Platina in Nederland                             |
| Diamant                                     | 2 maart 2018      | Diamant                            | 35         | 9          | 29          | 7           | 59           | 14           | Platina in Nederland                             |
| Doen, durven of de waarheid                 | 21 juni 2018      | Diamant                            | tip7       | —          | tip15       | —           | —            | —            |                                                  |
| IJskoud                                     | 14 september 2018 | Diamant                            | 12         | 29         | 2           | 31          | 5            | 52           | NPO Radio 2 TopSong / Dubbelplatina in Nederland |
| Ik sta jou beter (met Kris Kross Amsterdam) | 26 juli 2019      | —                                  | tip3       | —          | 15          | 15          | 23           | 19           |                                                  |
| Entree                                      | 7 februari 2020   | —                                  | —          | —          | tip11       | —           | —            | —            |                                                  |
| Slapen met het licht aan (met Tabitha)      | 17 april 2020     | Hallo met mij (van Tabitha)        | tip        | —          | 23          | 6           | 46           | 9            | Alarmschijf                                      |
| Slowmotion                                  | 10 juli 2020      | —                                  | tip21      | —          | tip7        | —           | —            | —            |                                                  |
| Bliksem                                     | 5 augustus 2021   | NIELS                              | —          | —          | tip8        | —           | —            | —            | NPO Radio 2 TopSong                              |
| Aan zee                                     | 7 april 2022      | —                                  | —          | —          | tip21       | —           | —            | —            |                                                  |
| Jou om me heen (met Trobi)                  | 7 oktober 2022    | —                                  | —          | —          | tip18       | —           | —            | —            |                                                  |
| Kerstcadeau                                 | 14 oktober 2022   | —                                  | 42         | 3          | 24          | 4           | 50           | 2            |                                                  |

## NPO Radio 2 Top 2000
| Nummers met noteringen in de NPO Radio 2 Top 2000 | '14  | '15  | '16  | '17  | '18  | '19  | '20  | '21  | '22  | '23  | '24  |
| ------------------------------------------------- | ---- | ---- | ---- | ---- | ---- | ---- | ---- | ---- | ---- | ---- | ---- |
| Hoe (met Miss Montreal)                           | 1102 | 1522 | 1927 | -    | -    | -    | -    | -    | -    | -    | -    |
| IJskoud                                           | ×    | ×    | ×    | ×    | -    | 487  | 1009 | 1330 | 990  | 1613 | 1905 |
| Mannenharten (met BLØF)                           | 1202 | -    | -    | -    | -    | -    | -    | -    | -    | -    | -    |
| Sexy als ik dans                                  | 1758 | 876  | 1065 | 1608 | 1693 | 1715 | -    | -    | 1962 | -    | -    |

1. ↑  Een '-' betekent dat het nummer niet was genoteerd, een '×' betekent dat het nummer nog niet was uitgebracht en een vetgedrukt getal geeft de hoogste notering van een nummer aan.
2. ↑  2014 was het eerste jaar met een notering voor Nielson.

## Videoclips
- Beauty & the brains (26 juni 2012)
- Zo kan het dus ook (17 januari 2013)
- Hoe (9 april 2013)
- Mannenharten (7 oktober 2013)
- Kop in het zand (23 februari 2014)
- Sexy als ik dans (18 augustus 2014)
- De man die niet kan gaan (27 september 2014)
- Ik heb een meisje thuis (12 maart 2015)
- Laat je gaan (4 oktober 2015)
- Hier met jou (13 november 2015)
- Hotelsuite (6 maart 2016)
- Hoogste versnelling (22 juni 2016)
- Diamant (1 maart 2018)
- Doen, durven of de waarheid (21 juni 2018)
- IJskoud (13 september 2018)
- Entree (7 februari 2020)
- Slapen Met Het Licht Aan  (17 april 2020)
- Bliksem (9 augustus 2021)
- Toekomst In Je Hand (12 november 2021)
- Aan zee (8 april 2022)